# Knivsberg
Der Knivsberg (dänisch Knivsbjerg) bei Apenrade ist eine 97 m.o.h. hohe eiszeitliche Erhebung in Nordschleswig (dänisch Nordslesvig oder Sønderjylland) im Süden von Dänemark. Von hier besteht gute Rundumsicht über die Ostsee. Der Name Knivsberg hat nichts mit dem dänischen Wort „kniv“ (deutsch Messer) zu tun. Die ursprüngliche Bezeichnung war „Knuvbjerre“, dies bedeutet eine aus der Ebene emporragende „feste Masse mit abgerundeter Spitze“.
Der Knivsberg ist mit 97 Metern (heute durch Aufschüttung 100 Meter) die höchste Erhebung Nordschleswigs.

## Geschichte
Es wird davon ausgegangen, dass der Berg schon in vorgeschichtlicher Zeit wegen seiner Höhe als Thingplatz oder Kultstätte genutzt wurde. Dies sind jedoch nur Annahmen, Ausgrabungen haben nicht stattgefunden.

## Knivsbergfeste – Knivsbergspiele
Die Geschichte der Knivsbergfeste begann 1893 mit einem Vorschlag von Pastor Jessen, Süderwilstrup. Er regte anlässlich eines Volksfestes auf der Insel Kalvø in der Genner Bucht (dänisch Genner Bugt oder Fjord) 1893 an, künftig auf dem Knivsberg deutsche Volksfeste abzuhalten. Damit sollte das deutsche Gemeinschaftsgefühl betont werden. Unter der mehrheitlich dänischen Bevölkerung regte sich Widerspruch gegen die Germanisierungspolitik des deutschen Kaiserreiches. Diese äußerte sich dadurch, dass 1888 als einzige Unterrichtssprache – bis auf das Fach Religion –  in den Schulen das Deutsche bestimmt wurde.
Die Dänen organisierten sich dagegen. Den Anfang machte 1880 die Gründung des Vereins zur Bewahrung der dänischen Sprache in Nordschleswig. 1888 folgte der Wählerverein für Nordschleswig und 1892 der südjütische Schulverein.
Jessens Vorschlag wurde sehr bald in die Tat umgesetzt, der Berg mitsamt dem umliegenden Gelände für 6.750 Mark gekauft und am 11. Oktober 1893 die heute noch bestehende Knivsberggesellschaft gegründet.
Zum ersten Vorsitzenden wurde der Schiffsreeder und Senator Michael Jebsen aus Apenrade gewählt. Als erste Bauten entstanden am Fuß des Berges ein Pferdestall und auf dem Gelände des heutigen Zeltplatzes ein Pavillon. Am 15. Juli 1894 erfolgte die feierliche Einweihung des Berges.
Die Knivsbergfeste – Kivsbergspiele begannen im Sommer 1895 und haben seither mit Unterbrechungen während der beiden Weltkriege regelmäßig jedes Jahr stattgefunden. Zunächst wurde Schlagball, Faustball, Grenzball und ähnliches gespielt, später traten Leichtathletik und immer mehr das Handballspiel in den Vordergrund. Ab 1922 nahmen die deutschen Jugendbünde die Spiele wieder auf. Nach dem Zweiten Weltkrieg war es der heute noch existierende Deutsche Jugendverband für Nordschleswig, der am 29. Juni 1947 das erste Nachkriegs-Knivsbergfest veranstalten konnte. Heute gibt es eine Zweiteilung des Festes: Einerseits findet ein großes Handballturnier mit Mannschaften aus Nordschleswig und Deutschland statt, andererseits gibt es ein dreitägiges buntes Kulturprogramm mit Familienangeboten und Angeboten für Kinder auf dem ganzen Berg. In der zur Freilichtbühne ausgebauten „Mulde“ wird abschließend ein Festprogramm mit Darbietungen von Musik, Tanz, Gesang, Turnen und einer Festrede, im jährlichen Wechsel von Rednern aus Nordschleswig und Deutschland, gehalten.
Während das Handballturnier in den letzten Jahren immer weniger Nachfrage hatte, entwickelte sich das Sommerfest immer weiter. So waren 2018 rund 4000 Besucher anwesend. Der ausrichtete Jugendverband konnte die Kosten nicht mehr alleine bewältigen. So wird ab 2019 der Bund Deutscher Nordschleswiger den Haushalt des Knivsbergfestes mit Mitteln aus dem Nordschleswig-Topf um 251.000 auf 566.000 Kronen aufstocken. 2019 und 2020 werden jedes Jahr bis zu 500.000 Kronen in die Renovierung der „Mulde“ gesteckt. Das Geld kommt vom Land Schleswig-Holstein.

## Bismarckturm und -denkmal

Ansichtskarte, 1905

Das von 1895 bis 1901 erbaute Bismarck-Nationaldenkmal war eines der zur damaligen Zeit größten Denkmäler im Deutschen Reich. Das Monument sollte den Anspruch des Deutschen Reiches auf Nordschleswig dokumentieren. Der erste Vorstandsvorsitzende der Knivsberggesellschaft, der Apenrader Reichstagsabgeordnete Senator Michael Jebsen, hatte den Bau im Besonderen befördert. Er sorgte dafür, dass bei vier Bewerbern die Wahl des Bauortes auf den Knivsberg fiel, indem er mitteilte, dass bereits  10.000 Mark für ein solches Denkmal gesammelt seien. Die Grundsteinlegung erfolgte am 4. August 1895, bis zur Fertigstellung vergingen jedoch noch fast sechs Jahre.
Dieser 46 Meter hohe Bismarckturm nach dem Entwurf des Architekten Friedrich Möller (1864–1904) trug ein von Adolf Brütt in Kupfer getriebenes sieben Meter hohes Bismarck-Standbild. Unterhalb der Statue waren der deutsche Reichsadler und das Wappen Schleswig-Holsteins mit der Inschrift Up ewig ungedeelt angebracht. Oberhalb der Bismarckbildes war die Inschrift Wir Deutsche fürchten Gott, aber sonst nichts in der Welt, ein Zitat Bismarcks aus einer Rede vor dem deutschen Reichstag, und die Jahreszahl des von Preussen und Österreich gewonnenen Deutsch-Dänischen Krieges 1864 angebracht.
Das Standbild wurde am 13. Mai 1919 abmontiert, da in der Volksabstimmung in Schleswig für dieses Gebiet eine Entscheidung für Dänemark erwartet wurde. Apenrade und Nordschleswig kamen 1920 zu Dänemark. Die Bismarck-Statue wurde per Eisenbahn zuerst nach Rendsburg transportiert und dort zwischengelagert. Die Stadt Rendsburg und die Scheersberg-Gesellschaft, die einen Bismarck-Turm besaß, waren an der Statue interessiert. Anfang 1923 wurde das Standbild auf die Koppel des Gastwirts Thomsen in Quern gebracht, um es auf dem Scheersberg aufzustellen. Nach mehrjährigen Verhandlungen schloss die Scheersberg-Gesellschaft mit der Landsmannschaft der Nordschleswiger in Flensburg am 4. Mai 1929 einen Vergleich: Das Standbild sollte auf dem Aschberg bei Ascheffel in den Hüttener Bergen in Schleswig-Holstein aufgestellt werden, da das jährlich am 14.08. durchgeführte Aschbergfest an die alte Tradition des bis zum Ersten Weltkrieg begangenen Knivsbergfestes anknüpfte. Der Gastwirt Johannes Greve stellte einen Bauplatz auf dem Aschberg zur Verfügung auf dem das Bismarck-Standbild im September 1930 errichtet wurde. Das Denkmal sollte der Knivsberg-Gesellschaft zurückgegeben werden, „wenn die Verhältnisse eine Wiederaufstellung ermöglichen“.
Der Turm wurde drei Monate nach Kriegsende am 16. August 1945 von Mitgliedern der ehemaligen dänischen Widerstandsbewegung mit 850 kg Sprengstoff im Beisein von 40 Männern und zwei Frauen gesprengt. Das von Adolf Brütt für die Denkmalhalle des Turmes 1901 geschaffene Reliefporträt des Senators Michael Jebsen wurde gerettet.
Ganz ließ sich die imposante Anlage nicht sprengen. Nach den Bonn-Kopenhagener Erklärungen im März 1955 kam es zu einer Einigung zwischen Vertretern der Deutschen Minderheit in Dänemark, der Knivsberggesellschaft und dem dänischen Staatsministerium über die Räumung des Geländes. Die Trümmer wurden, soweit möglich, beseitigt und der Sockel des ehemaligen Denkmales mit Erdreich überdeckt. Dadurch hat sich der Knivsberg um die berühmten drei Meter auf 100 Meter über NN erhöht. Aus einigen Gesteinsresten des Bismarckturmes wurde die Gedenkmauer errichtet, die auf der einen Seite eine Tafel mit den Namen der Mitglieder des Gründungsvorstandes der Knivsberggesellschaft und auf der anderen Seite ein Relief mit einer Darstellung des vormaligen Bismarckturmes trägt.

## Langbehnhaus
Mit der zu Ostern 1931 vorgenommenen Einweihung der Jugendherberge begann ein weiterer Arbeitszweig auf dem Knivsberg. Das Gebäude wurde im Heimatschutzstil errichtet und trägt den Namen des aus Hadersleben gebürtigen, nationalistischen und antisemitischen Kulturkritikers August Julius Langbehn (1851–1907). Er wurde wegen eines von ihm verfassten Buches (Rembrandt als Erzieher, Von einem Deutschen) der Rembrandtdeutsche genannt. In der Zeit des Nationalsozialismus galt er in Deutschland als Begründer der Kunstpädagogik.
Das Geld für den Bau hatte der Hamburger Großkaufmann Alfred Toepfer heimlich gespendet, damit nicht der Vorwurf deutscher Einmischung in dänische Belange erhoben werden konnte. Das Grundstück für den Bau stellte die Knivsberggesellschaft unentgeltlich zur Verfügung. Die Innenräume zieren Ölgemälde des für seine Karikaturen und Grafiken bekannten deutschen Künstlers A. Paul Weber, der für Toepfer häufig arbeitete. Heute dient das Haus als Tagungsgebäude der Bildungsstätte Knivsberg.

## Gefallenengedenkstätte
Im Januar 1960 wurde mit einer Sammlung zugunsten des sogenannten Ehrenhains, einer Gedenkstätte für die Gefallenen der Minderheit in den beiden Weltkriegen, begonnen. Am 18. August 1962 wurde die schlichte und der natürlichen Umgebung angepasste Gedenkstätte eingeweiht. Sie besteht aus zwölf Tafeln, entsprechend den Kriegsjahren, auf denen die Jahreszahl und bei den Kriegsfreiwilligen des Zweiten Weltkrieges die Namen der Gefallenen und Vermissten festgehalten sind. Die Namen der im Ersten Weltkrieg Gefallenen befinden sich auf Gedenksteinen und Tafeln in den Dörfern und Städten Nordschleswigs. Des Weiteren besteht die Anlage aus einem Relief, die Landkarte Nordschleswigs darstellend, und einem großen senkrecht aufgestellten Gedenkstein aus Granit.

## Michael-Jebsen-Haus – Bildungsstätte Knivsberg
Mit der Fertigstellung des aus Mitteln der Bundesrepublik Deutschland und der Stiftung Deutsche Jugendmarke erbauten Michael-Jebsen-Hauses 1970 erfolgte ein grundlegender Wechsel in der Zweckbestimmung des Knivsberges. Der Jugendhof Knivsberg, seit 2011 Bildungsstätte Knivsberg, arbeitet seither als musisch-kulturelles Zentrum des Deutschen Jugendverbandes für Nordschleswig. Darüber hinaus versteht er sich als Begegnungs-, Freizeit- und Bildungsstätte der Deutschen Minderheit in Dänemark. Das weitgefächerte Programm an Kursen, Seminaren und Aktivitäten für Kinder, Jugendliche und Erwachsene veröffentlicht die Bildungsstätte in der von ihr herausgegebenen „Brücke“. Die Einrichtung steht mit ihren Unterbringungsmöglichkeiten und Tagungsräumen Gästen aus Deutschland und Dänemark sowie Gruppen anderer europäischer Minderheiten zur Verfügung. Das Michael-Jebsen-Haus erfuhr in den Jahren 1985–1987 und 2006–2007 eine bauliche Erweiterung und Sanierung, die aus bundesdeutschen Mitteln finanziert wurden, die jüngste Maßnahme zur Hälfte aus Mitteln der gemeinnützigen Hermann-Niermann-Stiftung.

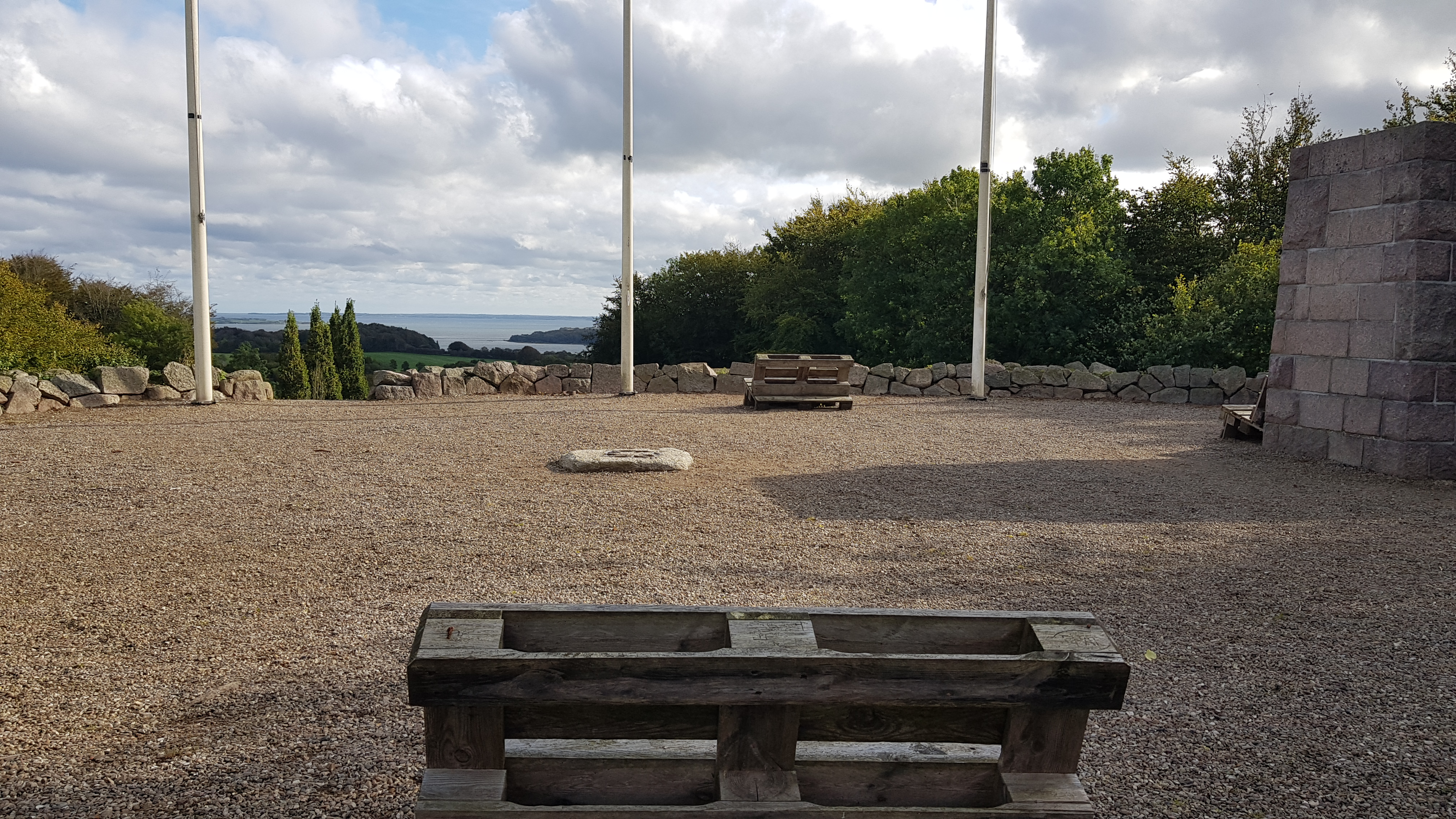
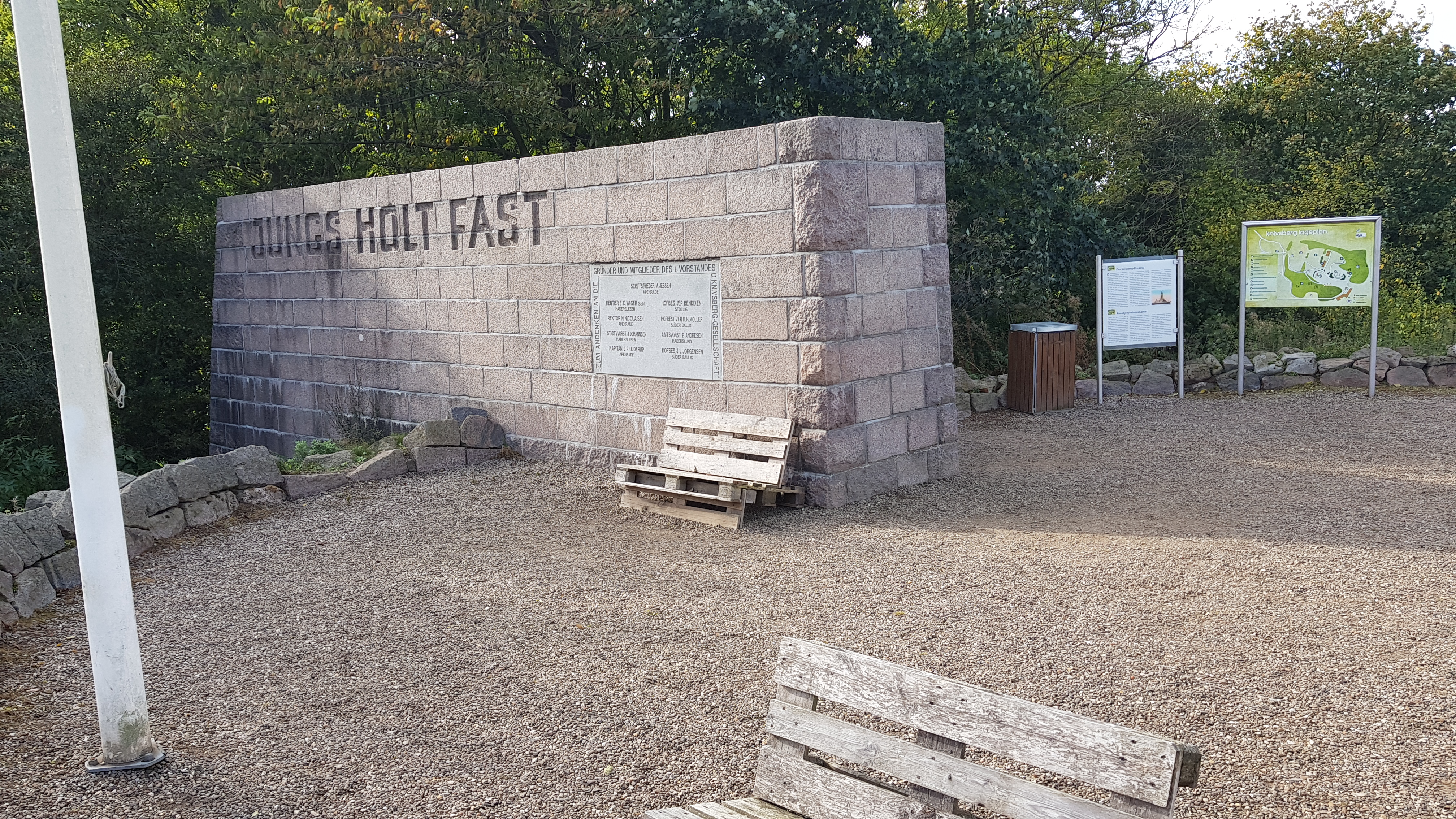
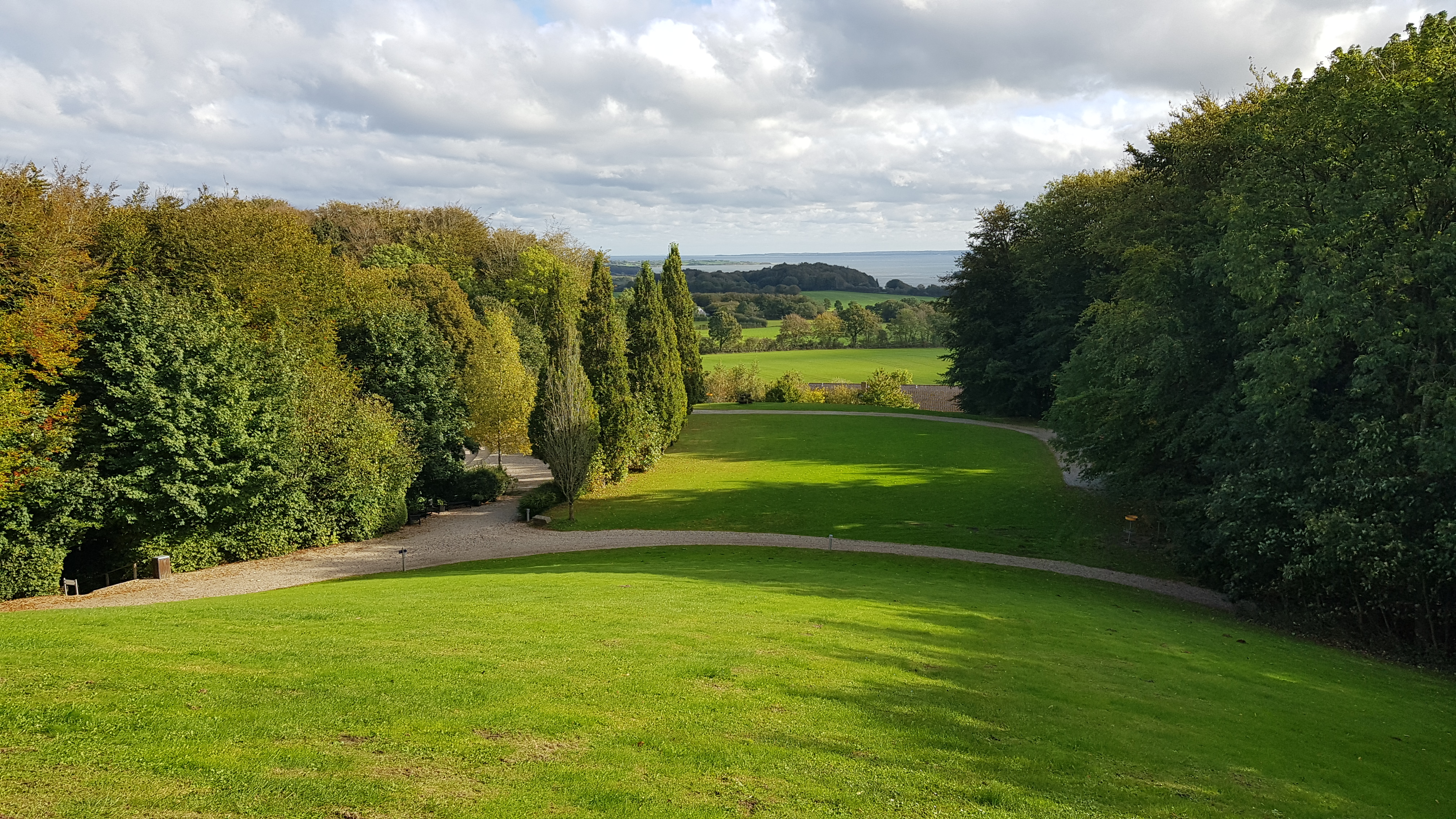
Aussicht im Richtung Förde
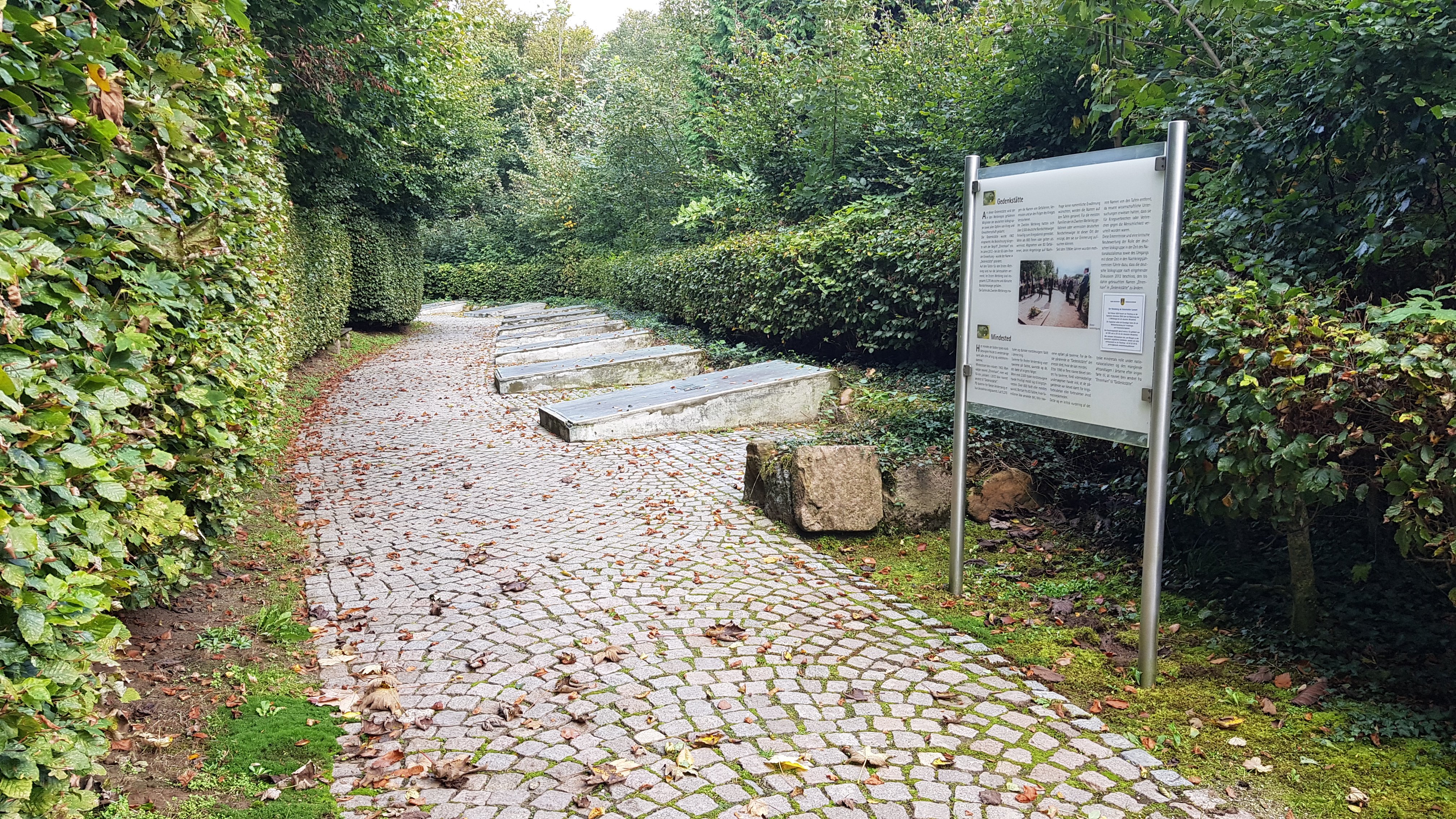
Gedenkstätte
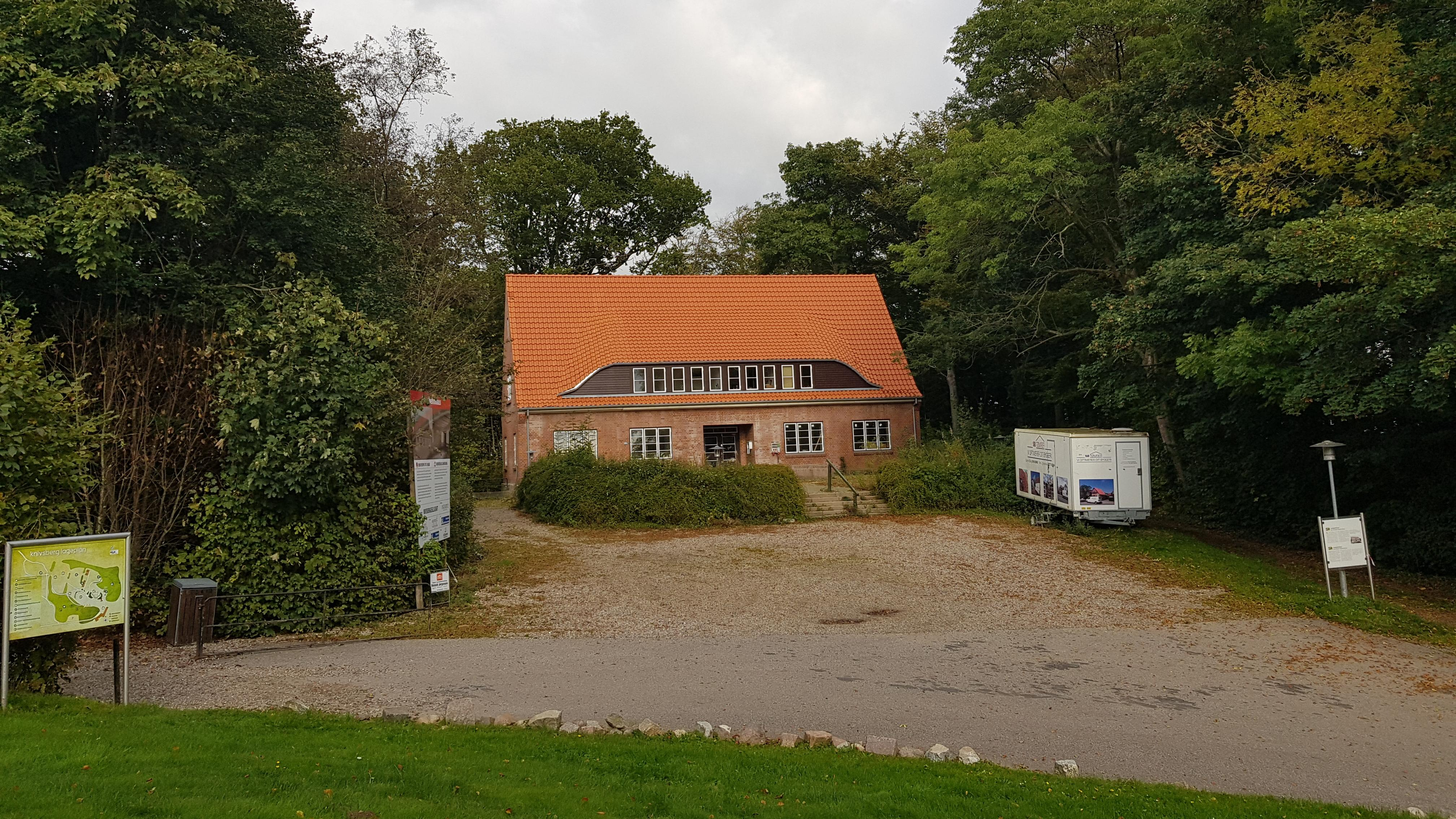
Langbehnhaus
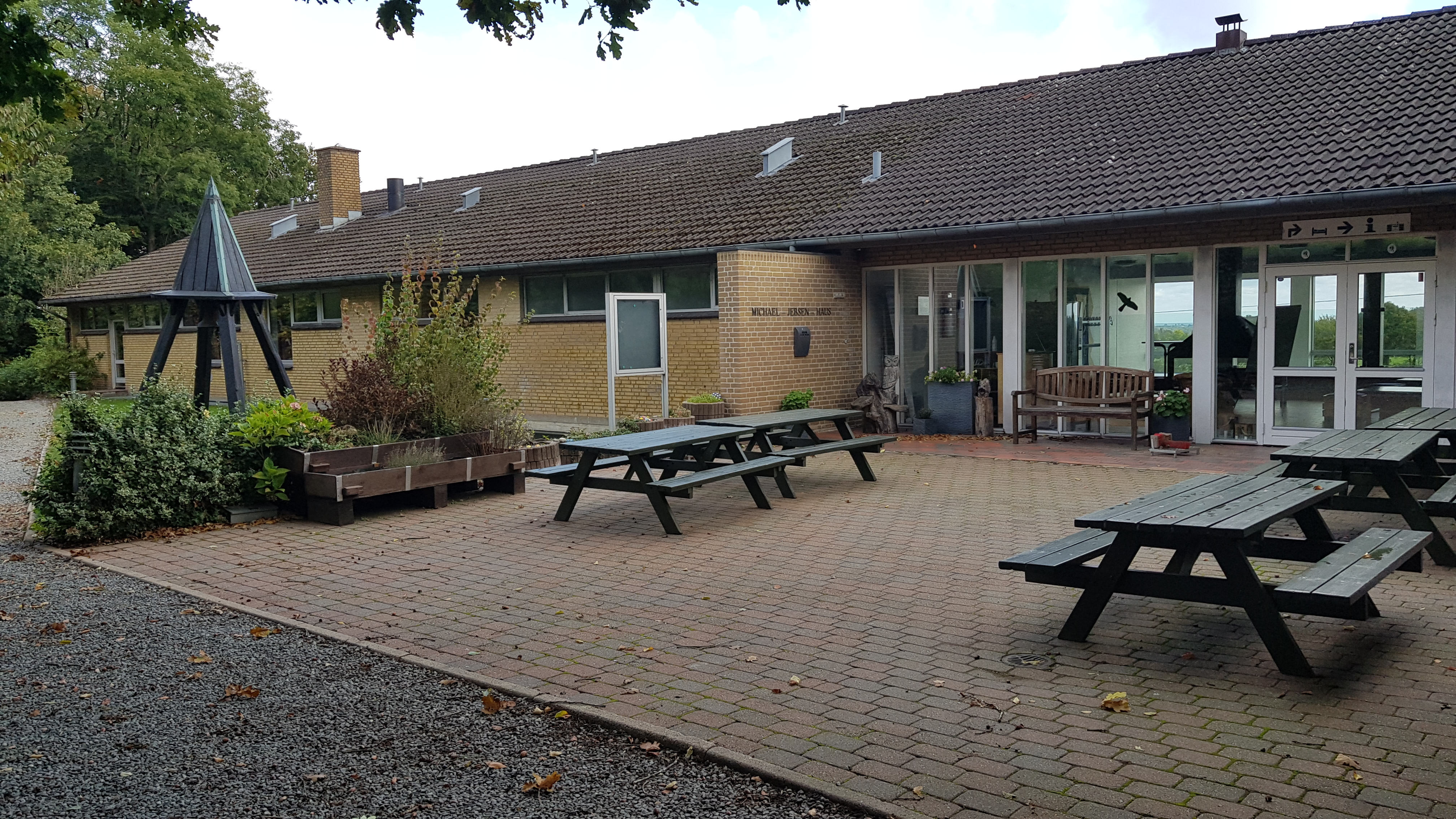
Michael-Jebsen-Haus